# Das Beste
Albums de Mireille Mathieu
Liebe lebt
(31 octobre 2014)
Das Beste est une compilation allemande de la chanteuse française Mireille Mathieu regroupant sur 5 CD 100 chansons de la chanteuse qui sont devenues des succès en Allemagne.